# Compote macédonienne
La compote macédonienne est un mets d'origine méditerranéenne où des fruits de saison (figues, grains de raisin, melon) sont pochés dans du vin.

## Définition
Le comte de Courchamps, dans sa Néo-physiologie du goût, définissait ainsi cette préparation : « Les compotes de fruits sont des confitures qui ne sont pas assez cuites pour que leur forme en soit dénaturée, et qui, par cette préparation, conservent à peu près toute leur saveur originelle ainsi que la fraîcheur de leur parfum, avantage qui ne se rencontre jamais au même degré dans les confitures au liquide, et encore moins dans les confitures sèches. »

## Origine
En 1839, un Dictionnaire général de la cuisine française ancienne et moderne signale une « compote des quatre-fruits et de verjus rouge en macédoine ».

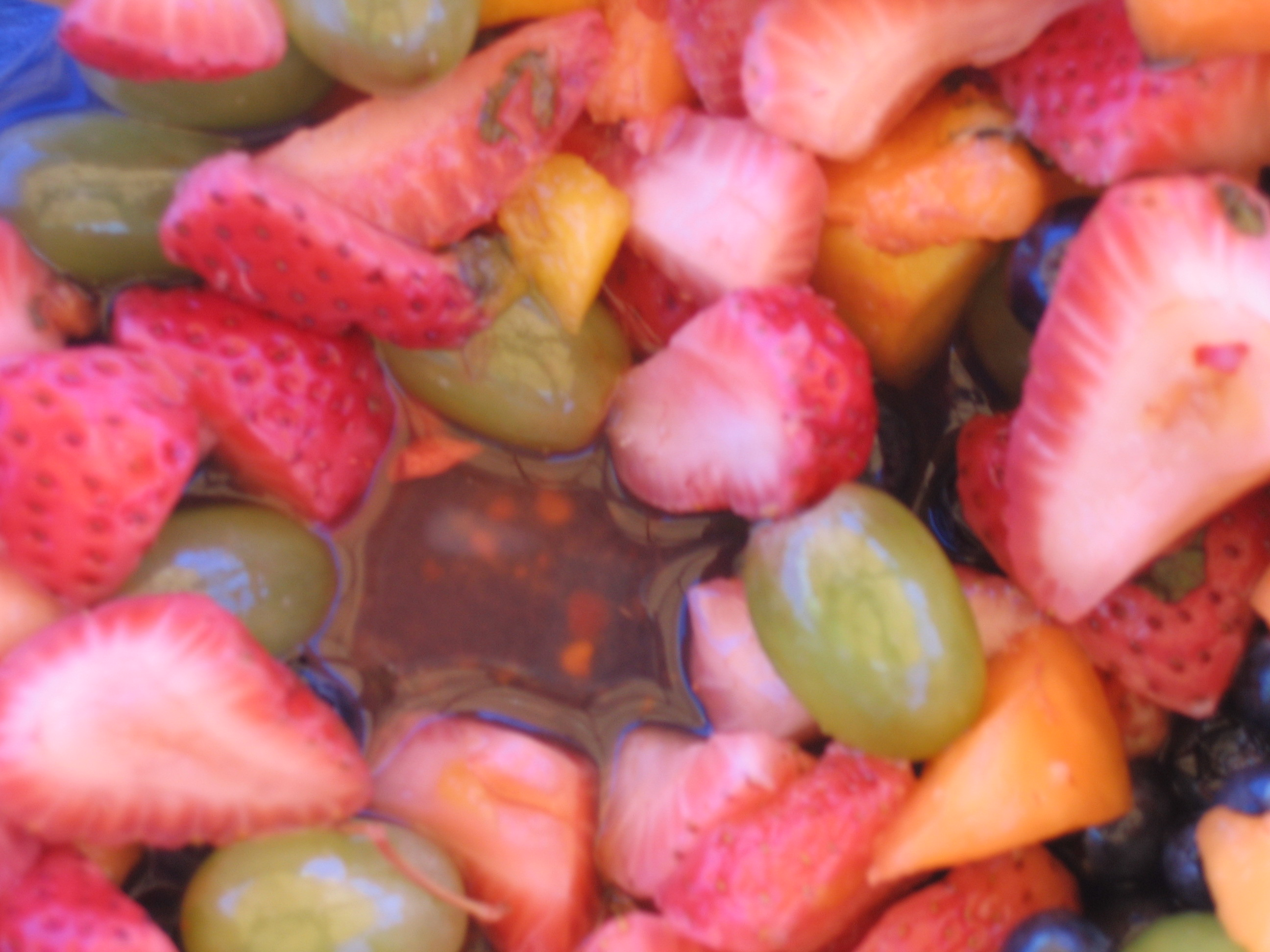
Compote macédonienne.

## Ingrédients
La réalisation de ce mets se fait à base de vin rouge ou blanc, de sucre, de figues, de raisins et de melon. Il peut y être ajouté des raisins de Corinthe préalablement trempés dans du vin.

## Préparation
Les figues, les grains de raisin et les morceaux de melon sont successivement pochés dans une réduction de vin sucré. Placées dans une compotière, ils sont ensuite arrosés du sirop de vin chaud. C'est à ce moment-là que peuvent être ajoutés les raisins de Corinthe. Ce dessert se sert froid.

## Accord mets/vin
Traditionnellement, cette compote s'accompagne du même vin rouge ou vin blanc qui a servi à pocher les fruits.